# Дудрович, Иван Иванович
Ива́н Ива́нович Дудрович (1782— 15 (27) августа 1843) — профессор Ришельевского лицея, статский советник. Брат ректора Харьковского университета А. И. Дудровича.

## Биография
И. И. Дудрович — сын сербского священника, родился в 1782 году.
Окончив в 1815 году Императорский Харьковский университет со степенью кандидата философии, в 1817 году он занял должность старшего учителя коммерческой гимназии в Одессе. После преобразования гимназии в Ришельевский лицей, в день торжественного открытия которого в январе 1818 года произнёс речь на латинском языке и, назначенный адъюнктом лицея, сначала исправлял должность профессора по кафедре российской и латинской словесности, а затем был утверждён в должности профессора философии, в которой и оставался до увольнения со службы в 1839 году. Кроме этого, в 1830 году он был членом Правления лицея, неоднократно исправлял должность первого инспектора лицея и директора (в 1825—1826, 1831—1832 гг.), исправлял должность учёного секретаря лицея (ноябрь 1826 — ноябрь 1827).
Работал отдельным цензором (март 1829 — апрель 1832), а затем — старшим членом Одесского цензурного комитета. Статский советник. Был награждён орденом Святой Анны 3-й степени.
Член ложи «Эвксинского Понта».
Умер 15 (27) августа 1843 года.